# Short track all'XI Festival olimpico invernale della gioventù europea
Le gare di Short track all'XI Festival olimpico invernale della gioventù europea si sono svolte dal 17 al 19 febbraio 2013 sulla pista di Poiana Brașov in Romania.

## Podi

### Ragazzi
| Evento            | Oro              | Tempo    | Argento         | Tempo    | Bronzo           | Tempo    |
| 500 m (dettagli)  | Denis Ajrapetjan | 44"152   | Emil Imre       | 44"188   | Leonardo Palla   | 44"333   |
| 1000 m (dettagli) | Emil Imre        | 1'33"745 | Tristan Navarro | 1'33"748 | Denis Ajrapetjan | 1'39"915 |
| 1500 m (dettagli) | Tristan Navarro  | 2'20"691 | Daniil Zasosov  | 2'21"371 | Yoann Martinez   | 2'22"518 |

### Ragazze
| Evento            | Oro                | Tempo    | Argento         | Tempo    | Bronzo              | Tempo    |
| 500 m (dettagli)  | Sofija Prosvirnova | 46"093   | Kathryn Thomson | 46"176   | Nicole Botter Gomez | 46"569   |
| 1000 m (dettagli) | Sofija Prosvirnova | 1'39"453 | Anna Kalinina   | 1'39"455 | Aurélie Monvoisin   | 1'39"593 |
| 1500 m (dettagli) | Sofija Prosvirnova | 2'28"319 | Anna Kalinina   | 2'28"444 | Oliwia Gawlica      | 2'30"450 |

### Misti
| Evento                            | Oro                                                                      | Tempo    | Argento                                                                    | Tempo    | Bronzo                                                                         | Tempo    |
| Staffetta mista 3000 m (dettagli) | Francia Margaux Maurice Aurélie Monvoisin Yoann Martinez Tristan Navarro | 4'25"973 | Italia Nicole Botter Gomez Gloria Malfatti Damiano Giuliani Leonardo Palla | 4'26"566 | Polonia Oliwia Gawlica Magdalena Warakomska Grzegorz Gawryluk Krystian Korecki | 4'26"699 |

## Medagliere
| Pos.   | Paese         | Oro | Argento | Bronzo | Totale |
| ------ | ------------- | --- | ------- | ------ | ------ |
| 1      | Russia        | 4   | 3       | 1      | 8      |
| 2      | Francia       | 2   | 1       | 2      | 5      |
| 3      | Romania       | 1   | 1       | 0      | 2      |
| 4      | Italia        | 0   | 1       | 2      | 3      |
| 5      | Gran Bretagna | 0   | 1       | 0      | 1      |
| 6      | Polonia       | 0   | 0       | 2      | 1      |
| Totale | Totale        | 7   | 7       | 7      | 21     |